# Era Coma d'Arró
L'Era Coma d'Arró és una obra d'Arró al municipi d'Es Bòrdes (Vall d'Aran) inclosa a l'Inventari del Patrimoni Arquitectònic de Catalunya.

## Descripció
Era Coma d'Arró està feta en pedra del país. Té diferents refraccions de construcció que donen dues dates grabades en les pedres. La primera correspon a l'any 1847 i la segona data del 1869. L'estat actual és mitjà, ja que hi ha unes peces del depòsit que s'han trencat.
La Hiestra és construïda a partir de diferents peces reaprofitades. Aquesta està situada damunt de la coma, en una paret. Les pedres, en marbre del país, tenen grabades diverses inscripcions que, degut al seu mal estat de conservació, no s'han pogut llegir. Tot i així es pot distinguir la data de 1816.
Aquesta finestra dona a una habitació, de la qual es desconeix la seva utilitat. Per ella passen unes canonades.

## Història
En l'habitació on trobem la finestra, durant la Guerra Civil Espanyola, es varen amagar els Sants de l'església.